# Litouwen op de Olympische Winterspelen 2022
Litouwen was een van de deelnemende landen aan de Olympische Winterspelen 2022 in Peking, China.

## Deelnemers en resultaten

### Alpineskiën
Maximaal vier deelnemers per onderdeel
Mannen
| Naam            | Onderdeel    | 1e run  | 1e run | 2e run         | 2e run         | Totaal         | Totaal         |
| Naam            | Onderdeel    | Tijd    | Rang   | Tijd           | Rang           | Tijd           | Rang           |
| --------------- | ------------ | ------- | ------ | -------------- | -------------- | -------------- | -------------- |
| Andrej Drukarov | Reuzenslalom | 1:05,78 | 20     | DNF            | DNF            | niet geplaatst | niet geplaatst |
| Andrej Drukarov | Slalom       | DNS     | DNS    | niet geplaatst | niet geplaatst | niet geplaatst | niet geplaatst |

Vrouwen
| Naam              | Onderdeel | 1e run | 1e run | 2e run         | 2e run         | Totaal         | Totaal         |
| Naam              | Onderdeel | Tijd   | Rang   | Tijd           | Rang           | Tijd           | Rang           |
| ----------------- | --------- | ------ | ------ | -------------- | -------------- | -------------- | -------------- |
| Gabija Šinkūnaitė | Slalom    | DNF    | DNF    | niet geplaatst | niet geplaatst | niet geplaatst | niet geplaatst |

### Biatlon
Mannen
| Naam                                                         | Onderdeel     | Tijd      | Missers      | Rang |
| ------------------------------------------------------------ | ------------- | --------- | ------------ | ---- |
| Linas Banys                                                  | Individueel   | 57:46,2   | 3 (1+1+0+1)  | 79   |
| Linas Banys                                                  | Sprint        | 28:05,8   | 3 (1+2)      | 90   |
| Karol Dombrovski                                             | Individueel   | 56:30,1   | 4 (0+1+0+3)  | 71   |
| Karol Dombrovski                                             | Sprint        | 27:11,2   | 1 (0+1)      | 73   |
| Tomas Kaukėnas                                               | Sprint        | 27:27,9   | 2 (1+1)      | 80   |
| Vytautas Strolia                                             | Individueel   | 52:10,4   | 1 (0+0+0+1)  | 21   |
| Vytautas Strolia                                             | Sprint        | 26:22,4   | 2 (1+1)      | 43   |
| Vytautas Strolia                                             | Achtervolging | 48:47,8   | 10 (2+3+1+4) | 58   |
| Tomas Kaukėnas Vytautas Strolia Karol Dombrovski Linas Banys | Estafette     | 1:25:37,8 | 11 (0+5+0+6) | 14   |

Vrouwen
| Naam                  | Onderdeel | Tijd    | Missers | Rang |
| --------------------- | --------- | ------- | ------- | ---- |
| Gabrielė Leščinskaitė | Sprint    | 23:37,1 | 0       | 63   |

### Kunstrijden
Gemengd
| Naam                                  | Onderdeel | KK    | KK   | VK             | VK             | Totaal | Totaal |
| Naam                                  | Onderdeel | Score | Rang | Score          | Rang           | Score  | Rang   |
| ------------------------------------- | --------- | ----- | ---- | -------------- | -------------- | ------ | ------ |
| Deividas Kizala Paulina Ramanauskaitė | IJsdansen | 58,35 | 23   | niet geplaatst | niet geplaatst | 58,35  | 23     |

### Langlaufen
Maximaal vier deelnemers per onderdeel
Lange afstanden
Mannen
| Naam              | Onderdeel             | Uitslag | Uitslag |
| Naam              | Onderdeel             | Tijd    | Rang    |
| ----------------- | --------------------- | ------- | ------- |
| Tautvydas Strolia | 15 km klassieke stijl | 46:53,1 | 83      |

Vrouwen
| Naam            | Onderdeel             | Uitslag | Uitslag |
| Naam            | Onderdeel             | Tijd    | Rang    |
| --------------- | --------------------- | ------- | ------- |
| Ieva Dainyte    | 10 km klassieke stijl | 39:07,4 | 91      |
| Eglė Savickaitė | 10 km klassieke stijl | 38:26,5 | 89      |

Sprint
Mannen
| Naam                                   | Onderdeel  | Kwalificatie | Kwalificatie | Kwartfinales   | Kwartfinales   | Halve finales  | Halve finales  | Finale         | Finale |
| Naam                                   | Onderdeel  | Tijd         | Rang         | Tijd           | Rang           | Tijd           | Rang           | Tijd           | Rang   |
| -------------------------------------- | ---------- | ------------ | ------------ | -------------- | -------------- | -------------- | -------------- | -------------- | ------ |
| Tautvydas Strolia                      | Sprint     | 3:06,76      | 68           | niet geplaatst | niet geplaatst | niet geplaatst | niet geplaatst | niet geplaatst | 68     |
| Modestas Vaičiulis                     | Sprint     | 3:01,28      | 49           | niet geplaatst | niet geplaatst | niet geplaatst | niet geplaatst | niet geplaatst | 49     |
| Modestas Vaičiulis / Tautvydas Strolia | Teamsprint | n.v.t.       | n.v.t.       | n.v.t.         | n.v.t.         | 22:17,79       | 12             | niet geplaatst | 12     |

Vrouwen
| Naam                                   | Onderdeel  | Kwalificatie | Kwalificatie | Kwartfinales   | Kwartfinales   | Halve finales  | Halve finales  | Finale         | Finale |
| Naam                                   | Onderdeel  | Tijd         | Rang         | Tijd           | Rang           | Tijd           | Rang           | Tijd           | Rang   |
| -------------------------------------- | ---------- | ------------ | ------------ | -------------- | -------------- | -------------- | -------------- | -------------- | ------ |
| Ieva Dainyte                           | Sprint     | 4:10,99      | 86           | niet geplaatst | niet geplaatst | niet geplaatst | niet geplaatst | niet geplaatst | 86     |
| Eglė Savickaitė                        | Sprint     | 4:03,60      | 82           | niet geplaatst | niet geplaatst | niet geplaatst | niet geplaatst | niet geplaatst | 82     |
| Modestas Vaičiulis / Tautvydas Strolia | Teamsprint | n.v.t.       | n.v.t.       | n.v.t.         | n.v.t.         | LAP            | niet geplaatst |                |        |